# Institut de la vision
L'Institut de la vision, est l’un des plus importants centres de recherche intégrée sur les maladies de la vision en Europe. Conçu comme un lieu de rassemblement et d’échanges, il réunit sur un même site la recherche fondamentale, clinique et industrielle dans un partenariat public-privé.

## Axes de recherche
- Les corrélations génotype-phénotype
- La physiopathologie et les options thérapeutiques dans les rétinopathies pigmentaires
- Les pathologies vasculaires de la rétine et leur traitement (occlusion artérielle et veineuse de la rétine et la rétinopathie diabétique)
- La Neuropathie optique de Leber
- Le glaucome
- L’imagerie de la rétine à haute résolution
- La rétine artificielle
- La prévention et le traitement de la dégénérescence maculaire liée à l'âge (DMLA)

## Partenariat public-privé
- Entreprises Publiques

Six industriels (Iris Pharma, Horus Pharma, Fovea pharmaceuticals, Essilor, Théa et Visiotact) ont intégré les locaux de l'Institut de la Vision depuis son ouverture en 2008.
- Institutions publiques présentes dans ce partenariat public-privé
  - La région Île-de-France, la mairie de Paris, l'Hôpital des Quinze-Vingts
  - Institut national de la santé et de la recherche médicale, Centre national de la recherche scientifique[3], Université Pierre-et-Marie-Curie[4]
- Fondations et associations
  - Prix Clément-Codron de l'Académie des Sciences